# Isaak Guderian

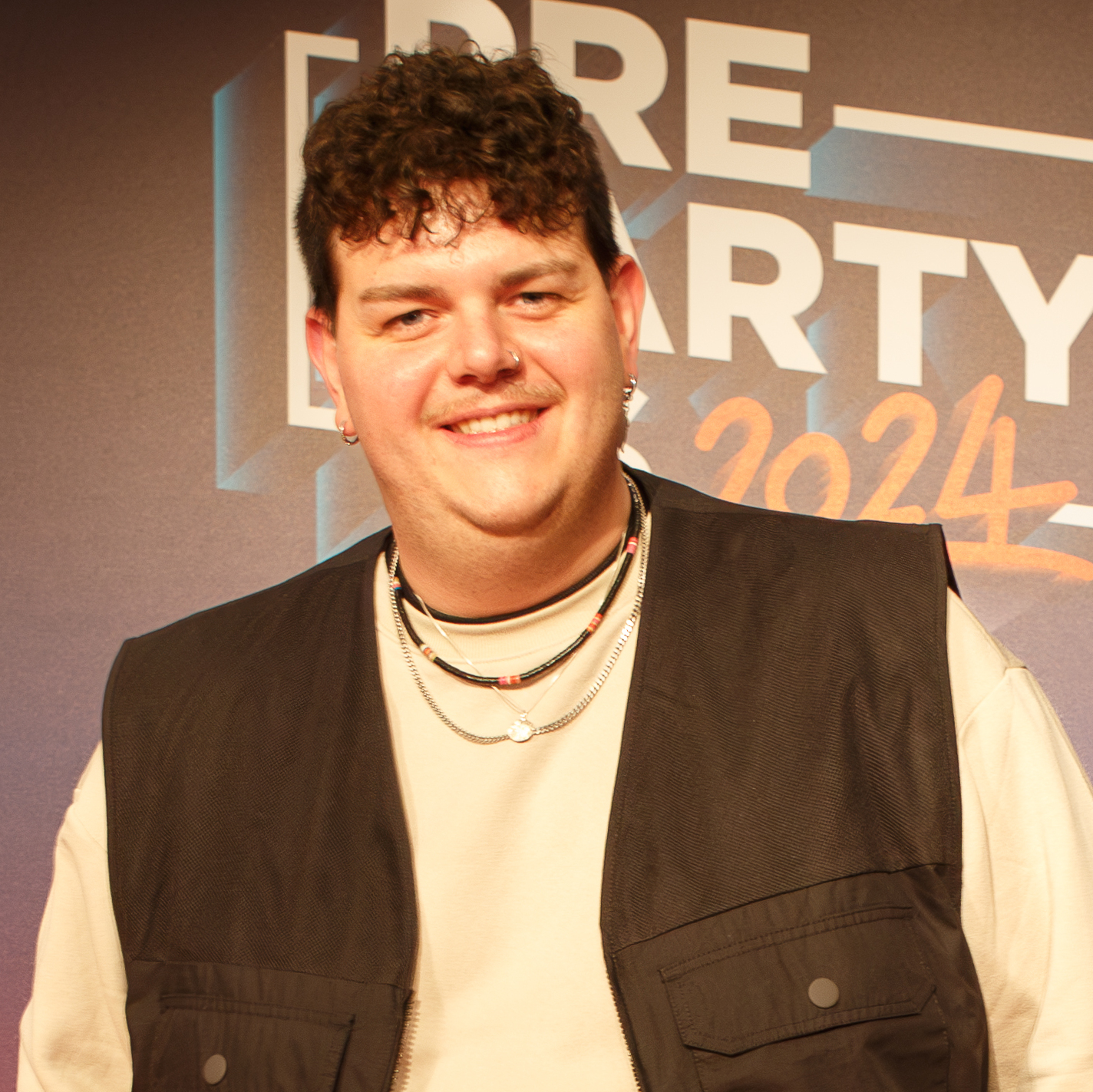
Isaak (2024)

Isaak Guderian (* 31. Januar 1995 in Minden), Künstlername Isaak, ist ein deutscher Sänger. Beim Eurovision Song Contest 2024 vertrat er Deutschland mit seinem Song Always on the Run und erreichte dabei den zwölften Platz.

## Leben
Guderian wurde 1995 in Minden als Sohn einer isländischen Mutter geboren. Er wuchs in Porta Westfalica im Ortsteil Costedt auf. Später wohnte er in Vlotho und seit 2022 im Espelkamper Stadtteil Frotheim. Er wuchs in einer musikalischen Familie auf und brachte sich autodidaktisch das Gitarre-, Klavier-, Ukulele- und Schlagzeugspiel bei. Im Alter von zwölf Jahren begann er seine musikalische Karriere als Straßenmusiker.
2011 nahm er an der Castingshow X Factor mit einer Interpretation des Oasis-Hits Wonderwall teil. Mit 18 Jahren machte sich Guderian als Musiker selbstständig und musizierte auf Veranstaltungen. Im Mai 2021 siegte er bei der Online-Castingshow Show Your Talent des Entertainers Jens Knossalla. Im Februar 2024 gewann er mit Always on the Run bei der deutschen Vorentscheidung für den Eurovision Song Contest 2024 und erreichte im Mai 2024 in Malmö für Deutschland den zwölften Platz.
Isaak Guderian ist seit Mai 2016 mit Loreen Guderian verheiratet. Sie haben zwei Söhne (* 2018, * 2021).

## EPs
- 2025: Would I Be Yours?

### Singles
- 2020: Too Late
- 2020: Sober
- 2021: One Life
- 2021: Shelter
- 2021: Free
- 2021: Impact
- 2021: Water to the Seed
- 2021: Finally
- 2022: Baby Steps (mit David Puentez)
- 2022: Home
- 2023: Postcard
- 2024: Always on the Run
- 2024: Never The Same
- 2024: Word by Word
- 2024: SOS (mit Unknown Brain)
- 2025: Happy Tears